# (7233) Majella
(7233) Majella (1986 EQ5) – planetoida z pasa głównego asteroid okrążająca Słońce w ciągu 4,36 lat w średniej odległości 2,67 j.a. Odkryta 7 marca 1986 roku.